# Красная Пресня (Мордовия)
Красная Пресня — посёлок в Ковылкинском районе Республики Мордовия. Центр Краснопресненского сельского поселения.

## География
Находится на р. Мокше, в 25 км от районного центра и 6 км от железнодорожной станции Токмово.

## Население
| 2002 | 2010 |
| ---- | ---- |
| 737  | ↘619 |

## История
Основан в 1918 г. на национализированной земле Тумаевской экономии помещицы Гагариной (площадь 1 200 десятин). Названа в память о подвигах краснопресненских пролетариев г. Москвы в трёх русских революциях.

## Инфраструктура
В посёлке — ТОО «Красная Пресня» (до 1997 г. — совхоз «Краснопресненский»); средняя школа, Дом культуры, музей, больница, детсад и ясли, магазины, столовая.

## Источник
- Энциклопедия Мордовия